# 5,8 × 42 mm
La cartouche militaire de 5,8 × 42 mm est une cartouche de fusil utilisée en République populaire de Chine. Sa production a été lancée en 1987.

## Utilisation
- Fusil d'assaut QBZ-191
- Fusil d'assaut QBZ-87
- Fusil d'assaut QBZ-95
- Mitrailleuse QBB-95
- Carabine QBZ-95B
- Fusil de précision QBU-88
- Fusil d'assaut QBZ-03
- Mitrailleuse QJY-88

## Données métriques
- Diamètre nominal du projectile : 5,8 mm
- Longueur de l'étui : 42 mm

## Variantes
- DBP87 : version normale munie d'une balle légère conçue pour fusil-mitrailleur et fusil d'assaut.
- DBP88 : version normale munie d'une balle plus lourde conçue pour fusil de précision et mitrailleuse polyvalente.

## Balistique indicative de la DBP87
- Masse de la balle : 4,15 g
- Vitesse initiale : 970 m/s
- Énergie initiale : 1950 joules

## Balistique indicative de la DBP88
- Masse de la balle : 4,80 g
- Vitesse initiale : 890 m/s
- Énergie initiale : 1900 joules
- Perforation :